# Fonología del inglés

## Vocales

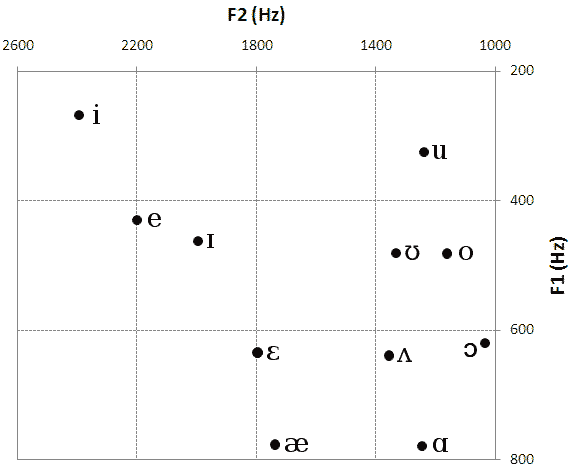
Formantes de los 12 monoptongos del inglés estadounidense estándar o General american en monosílabos de la forma CVC (Bradlow, 1995).

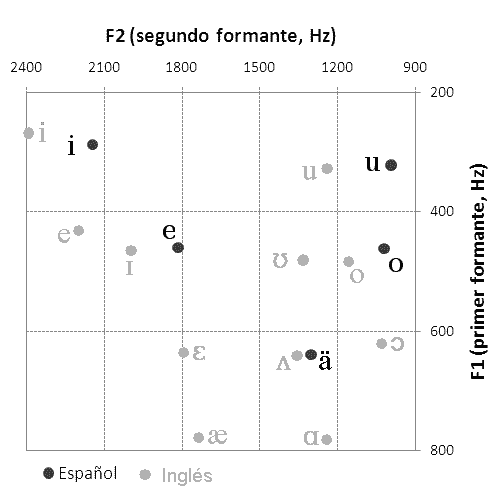
Formantes comparados del inglés y el español (Bradlow, 1995).

Aunque hay muchos, los siguientes dialectos son los más usados como acentos normales o de prestigio: Received Pronunciation (RP) para el inglés británico, General American (GA) para el estadounidense y General Australian para el australiano.
El número de sonidos alofónicos varía de un dialecto a otro y cualquier cantidad depende principalmente de la interpretación del investigador que la hace. El Longman Pronunciation Dictionary de John C. Wells, que se vale del Alfabeto Fonético Internacional, considera 24 consonantes y 23 vocales en la RP, y 2 consonantes y 4 vocales adicionales en palabras extranjeras solamente. Para GA, cuenta 25 consonantes y 19 vocales, con 1 consonante y 3 vocales adicionales para palabras extranjeras. El American Heritage Dictionary sugiere 25 consonantes y 18 vocales (incluyendo vocales con «r-coloreada») para el GA, más 1 consonante y 5 vocales para términos no ingleses.
Una tabla que muestra las posiciones de los monoptongos tónicos del acento californiano sureño se muestra abajo. Es digna de mención la ausencia de /ɔ/ en thought y de /ɒ/ en lot, que se han fundido con la /ɑ/ de father en este acento a través de la fusión «father-bother» y de la fusión «cot-caught».

### Distinciones vocálicas del inglés norteamericano
A continuación se enumeran las distinciones vocálicas del conjunto de variedades del inglés norteamericano (estadounidense y el canadiense estándar):

#### La tensión de æ
La tensión de æ es un fenómeno que se encuentra en la mayoría de variedades del inglés estadounidense, y muchas variedades del canadiense, para las cuales la vocal /æ/ tiene una pronunciación más larga, cerrada y usualmente diptongada en algunos casos en general algo parecido a [ɛə] o [eə], particularmente antes de /m/ o /n/. Por lo tanto, la palabra man (/mæn/ en el inglés británico) es [meən] en el norteamericano. Otra variación notable en este sonido vocálico ocurre cuando este sonido viene delante del sonido consonántico /ŋ/; En el inglés norteamericano se convierte en el sonido largo /eɪ/ como en la palabra cake /keɪk/. Así pues palabras como  bang, fang, hang, sang, tank, language que se pronunciarían con el sonido /æ/ en el inglés británico ej: hang /hæŋ/ sería /heɪŋ/ en el inglés americano.

#### La fusióncot-caught
La fusión cot-caught es una mutación de sonido por la cual la vocal de palabras como cot, stock, y pond (/ɑ/ en EE. UU., /ɒ/ en RU) se pronuncia igual que la vocal de palabras como caught, stalk y pawned (/ɒ(ː)/ en EE. UU., /ɔː/ en RU). Típicamente, la fusión va hacia ([ɑ]. Esta fusión está muy extendida en el inglés estadounidense occidental y del norte de Nueva Inglaterra, y se presenta en aproximadamente el 40% de los hablantes del inglés estadounidense y en todos los hablantes del inglés canadiense.

#### La retención de vocales róticas
En los acentos no róticos (RP de Inglaterra) la [ɹ] postvocálica se omitió, por ejemplo dejando [bɪə, pʰʊə, ˈfaɪə, bɑːn] para beer, poor, fire, y barn, respectivamente; en los acentos róticos (GA de Estados Unidos y el acento extremadamente similar de Canadá) se mantiene el fonema [ɹ] (y comúnmente la secuencia completa [əɹ], fundió en un sonido simple, la r-coloreada no silábica [ɚ]), dando [biɚ, pʰʊɚ, ˈfaɪɚ, bɑɹn]. Otros acentos róticos son los de Irlanda y Escocia, pero no los de Australia y Nueva Zelanda. Algunos acentos son róticos de forma variable ("variably rhotic"), como en la ciudad de Nueva York o del Caribe.

### Análisis fonológicos
Un análisis fonológico parte de la idea de que el número de sonidos de una lengua (alófonos) generalmente es mayor que el mínimo número de unidades abstractas (fonemas) necesarias para dar cuenta de dichos sonidos. La diferencia entre alófono y fonema es básica para la discusión siguiente, ya que un análisis fonológico consiste en postular un cierto número de fonemas y unas reglas de pronunciación dependientes del contexto que explican la ocurrencia en la lengua hablada de toda la variedad alofónica realmente presente.
Una de las cuestiones más polémicas de la fonología inglesa ha sido si los núcleos silábicos de palabras como beat [biːt] 'golpear' y boat [boʊt] 'barco' deben analizarse como fonemas únicos (/ī/ y /ō/) formados por una mora o como diptongos bimoraicos (/ij/ y /ow/). Diversos lingüistas han argumentado en favor de una u otra propuesta y no existe consenso en torno a la cuestión. Daniel Jones (1917) que como fonestista era bien consciente de las diferencia de timbre entre pares mínimos como bit/beat, bottle/boat, full/fool, analizó estos pares en términos puramente de cantidad vocálica (dejando a un lado los otros rasgos articulatorios que diferencias a cada par de vocales, eso le llevó a analizar esos pares como oposiciones /i/-/iː/,  /o/-/oː/, /u/-/uː/. Un análisis completo de los sonidos vocálicos del inglés requeriría como máximo 12 unidades:
- 5 monoptongos breves /i, ə, a, o, u/.
- 4 o 5 monoptongos largos /iː, əː, (aː), oː, uː/.
- diptongos formados por las unidades anteriores más /j, w/.

Ese esquema si bien cumplía con la máxima economía descriptiva, postulando el mínimo número de unidades necesarias, fue criticado por su abstracción.
Grimson (1970), en cambio da mayor importancia a las otras características diferentes de la cantidad vocálica, aun a costa de la simetría y la elegancia del sistema propuesto por Jones. Su propuesta de análisis para el inglés usa un número mayor de unidades:
- 8 monoptongos breves /ɪ, ɛ, æ, ɜ, ə, ʌ, ɒ, ʊ/
- 4 monoptongos largos (vocales largas "puras") /iː, ɑː, ɔː, uː/ y
- 8 diptongos ("vocales largas impuras") /eɪ, aɪ, ɔɪ; oʊ, aʊ; ɪə, ɛə, juː, ʊə/.

Algunos de estas vocales ocurren solo antes de /ɹ/.
Este sistema está muy cercano al nivel fonético pero claramente no es muy económico ni tiene en cuenta la distribución complementaria de los sonidos.
Otro análisis diferente de los anteriores es el de Bloch y Trager (1942) que analiza los alófonos vocálicos del inglés como pertenecientes a seis fonemas vocálicos diferentes /i, e, a, o, u, ʌ/ que se unen con tres aproximantes /w, j, ɹ/, este sistema permite analizar varios núcleos silábicos complejos como combinaciones de dos fonemas:
- beat [bijt], boat [bowt]
- cart [kʰɑ(ɹ)t], court [kʰo(ɹ)t], curt [kʰɜ(ɹ)t/ (El fonema postvocálico "[ɹ]" ocurre en el acento típico de Estados Unidos, por ejemplo, pero no en el típico acento de Inglaterra.)

Este análisis al igual que el de  Jones ha sido muy criticado por lo abstracto que resulta a pesar de su elegancia y economía descriptiva.

## Consonantes
El inventario de alófonos consonánticos del inglés, presentes en la mayor parte de dialectos, es el siguiente:
|             | Bilabial | Labio- dental | Dental | Alveolar | Post- alveolar2 | Palatal | Velar | Glotal |
| ----------- | -------- | ------------- | ------ | -------- | --------------- | ------- | ----- | ------ |
| Nasal1      | m        |               |        | n        |                 |         | ŋ     |        |
| Oclusiva    | p b      |               |        | t d      |                 |         | k ɡ   |        |
| Africada    |          |               |        |          | tʃ dʒ           |         |       |        |
| Fricativa   |          | f v           | θ ð    | s z      | ʃ ʒ             |         | (x)3  | h      |
| Aproximante |          |               |        | ɹ1, 2, 5 | ɹ1, 2, 5        | j       | w4    |        |
| Lateral     |          |               |        | l1, 6    |                 |         |       |        |

En la tabla anterior los pares de consonantes, se diferencian en que el alófono de la izquierda es fortis (aspirado o sordo), mientras que el alófono de la derecha es lenis ( i.e., sonoro).
1. Las oclusivas sordas /p, t, k/ son aspiradas al comienzo de palabra y al comienzo de la sílaba tónica; por ejemplo: cat [kʰæt],  presentation [ˌpʰɹɛzɛnˈtʰeɪʃən], temple [ˈtʰɛmp(ə)ɫ].
2. Las consonantes postalveolares usualmente sufren labialización (e.g., [ʃʷ]), en posición inicial de palabra o pretónaca /r/ (i.e., [ɹʷ]), aunque este aspecto frecuentemente se ignora.
3. La fricativa velar sorda /x/ aparece sólo dialectamente, por ejemplo en inglés de Escocia. En otros dialectos, este fonema se ha confundido con /k/.
4. La secuencia /hw/, una aproximante labiovelar sorda [hw̥], se considera a veces como un fonema aparte. Para la mayoría de hablantes, las palabras que históricamente tuvieron esos sonidos actualmente se pronuncian con /w/; el fonema /hw/ se mantiene por ejemplo en gran parte del sur de Estados Unidos, Escocia e Irlanda.
5. Dependiendo del dialecto, /r/ puede ser una aproximante alveolar [ɹ], una aproximante postalveolar, una aproximante retrofleja [ɻ] o  una aproximante labiodental [ʋ].
6. Muchos dialectos tienen dos alófonos de /l/— la L "clara" y la L "oscura" o velarizada. En algunos dialectos, /l/ puede ser siempre clara (e.g. Gales, Irlanda, Caribe) o siempre oscura (e.g. Escocia, la mayor parte de América del Norte, Australia y Nueva Zelanda).

El análisis fonológico de como estos alófonos se interpretan en términos de fonemas consonánticos es mucho menos polémico que los posibles análisis fonológicos de las vocales de inglés.

## Procesos fonológicos
Algunos aspectos sobre los procesos fonológicos del inglés que vale la pena tener en cuenta son:
El acento inicial en sustantivos derivados significa que en muchas palabras el acento que recae en la primera sílaba en los sustantivos cambia a la segunda en los verbos derivados; rebel [ˈɹʷɛ•bɫ̩] (acento en la primera sílaba) cambia a rebel [ɹʷɪ•ˈbɛɫ] (acento en la segunda sílaba) contra lo que podría suponerse. Las palabras que siguen este patrón incluyen object, convict y addict.
Aunque las variaciones regionales son considerables, pueden hacerse algunas generalizaciones sobre la pronunciación en todos los acentos ingleses (o al menos en la mayoría):
- Las oclusivas sordas /p, t, k/ son aspiradas al comienzo de palabra (tomato) y al comienzo de la sílaba tónica (potato).
- Se distinguen vocales tensas y laxas en pares como beet/bit y bait/bet, aunque la implementación fonética de la distinción varía entre los acentos.
- Se le insertó una semivocal schwa a la [ɹ], que era seguida en el inglés moderno temprano por una vocal tensa o por un diptongo, provocando diptongos centralizados como [iə] en beer, [uə] en poor, [aɪə] en fire y [aʊə] en sour. Este fenómeno se conoce como diptongación. La historia que siguió depende de si el acento en cuestión es rótico o no. En los acentos no róticos (e.g. RP) la [ɹ] postvocálica se omitió, dejando [bɪə, pʰʊə, ˈfaɪə, ˈsaʊə]; en los acentos róticos (e.g. GA) la secuencia [əɹ] se fundió en un sonido simple, la r-coloreada no silábica [ɚ], dando [biɚ, ˈpʰʊɚ, faɪɚ, ˈsaʊɚ]. En consecuencia, palabras en principio monosílabas llegaron a rimar con palabras originalmente disílabas como seer, doer, higher y power.
- En varios acentos del inglés se produjo una diptongación similar en las vocales tensas ante [ɫ], resultando en pronunciaciones como [piəɫ] para peel, [puəɫ] para pool y [peəɫ] para pail o pale.

## Fonotáctica

### Estructura silábica
La estructura silábica en inglés es (C)(C)(C)V(C)(C)(C)(C), lo queda representado en la palabra modelo strengths /stɹɛŋkθs/ (aunque puede pronunciarse [st(ʃ)ɹɛŋθs], [st(ʃ)ɹɛnθs], o, más raro, /st(ʃ)ɹɛŋks/).

### Iniciales
Hay una especie (en términos clave) de difusión-experimentación y diversos cambios, que producen diamutación de sonido en curso del grupo consonántico /(C)j/, denominada yod-dropping, que se traduce en la pérdida de /j/ como consonante final de un grupo consonántico. En RP, palabras con /sj/ y /lj/ usualmente pueden pronunciarse con o sin la /j/, verbigracia: [suːt] o [sjuːt]. Algunos hablantes, incluyendo británicos, consideran la ausencia de iotacismo más moderna y así en GA /j/ no está presente después de /n/, /t/ y /d/. En inglés galés puede ocurrir en otras combinaciones, como en /tʃj/.
Las siguientes combinaciones pueden ocurrir al inicio de la sílaba:
| Toda consonante simple, excepto /ŋ/ | |
| Oclusiva más aproximante distinta de /j/: [pʰl], [bl], [kʰl], [gl], [pʰɹ], [bʰɹ], [t(ʃ)ɹ], [d(ʒ)ɹ], [kʰɹ], [gɹ], [tʰw], [dw], [gw], [kʰw] | play, blood, clean, glove, prize, bring, tree, drink, crowd, green, twin, dwarf, language, quick         |
| Fricativa sorda más aproximante distinta de /j/: /fl/, /sl/, /fɹ/, /θɹ/, /ʃɹ/, /sw/, /θw/                                                 | floor, sleep, friend, three, shrimp, swing, thwart                                                       |
| Consonante más /j/: [pʰj], [bj], [tʰj], [dj], [kʰj], [gj], [mj], [nj], [fj], [vj], /θj/, [sj], [zj], [hj], [l(j)]                         | pure, beautiful, tube, during, cute, argue, music, new, few, view, enthusiastic, suit, Zeus, huge, lurid |
| /s/ más oclusiva sorda: /sp/, /st/, /sk/                                                                                                  | speak, stop, skill                                                                                       |
| /s/ más nasal: /sm/, /sn/ | smile, snow                                                                                              |
| /s/ más fricativa sorda: /sf/ | sphere                                                                                                   |
| /s/ más oclusiva sorda más aproximante: /spl/, /spɹ/, /spj/, /smj/, /stɹ/, /stj/, /skl/, /skɹ/, /skw/, /skj/                              | split, spring, spew, smew, street, student, sclerosis, scream, square, skewer                            |

Nota: unas pocas iniciales ocurren infrecuentemente haciendo incierto si son  pronunciaciones nativas o simplemente préstamos no asimilados, verbigracia: /pw/ (pueblo), /bw/ (bwana), /sv/ (svelt), /sɹ/ (Sri Lanka), /vɹ/ (œuvre), /ʃw/ (schwa) y /sfɹ/ (sfragistics).

#### Núcleo
Lo siguiente puede ocurrir en el núcleo de la sílaba:
- Todas las vocales.
- /m/, /n/ y /l/ en ciertas situaciones (véase abajo en reglas en las palabras).
- /ɹ/ en variedades róticas (por ejemplo, GA, en ciertas situaciones (véase abajo en reglas en las palabras).

#### Coda
La mayoría y en teoría todos los sonidos, salvo aquellos que terminan en /s/, /z/, /ʃ/, /ʒ/, /tʃ/ o /dʒ/ pueden extenderse con /s/ o con /z/, representando el morfema -s/z-. Del mismo modo, la mayoría y en teoría todos los sonidos, salvo aquellos que terminan en /t/ o en /d/ pueden ser extendidos con /t/ o con /d/, representando el morfema -t/d-.
Lo siguiente puede ocurrir como la coda:
| Los fonemas consonantes simples excepto /h/, /w/, /j/ y, en acentos no-róticos, /ɹ/                                           |                                                               |
| Aproximante lateral + oclusiva: /lp/, /lb/, /lt/, /ld/, /lk/                                                                  | help, bulb, belt, hold, milk                                  |
| En variedades róticas, /ɹ/ + oclusiva: /ɹp/, /ɹb/, /ɹt/, /ɹd/, /ɹk/, /ɹg/                                                     | harp, orb, fort, beard, mark, morgue                          |
| Aproximante lateral + fricativa o africada: /lf/, /lv/, /lθ/, /ls/, /lʃ/, /ltʃ/, /ldʒ/                                        | golf, solve, wealth, else, Welsh, belch, indulge              |
| En variedades róticas, /ɹ/ + fricativa o africada: /ɹf/, /ɹv/, /ɹθ/ /ɹs/, /ɹʃ/, /ɹtʃ/, /ɹdʒ/                                  | dwarf, carve, north, force, marsh, arch, large                |
| Aproximante lateral + nasal: /lm/, /ln/                                                                                       | film, kiln                                                    |
| En variedades róticas, /ɹ/ + nasal o lateral: /ɹm/, /ɹn/, /ɹl/                                                                | arm, born, snarl                                              |
| Nasal + oclusiva homorgánica: /mp/, /nt/, /nd/, /ŋk/                                                                          | jump, tent, end, pink                                         |
| Nasal + fricativa o africada: /mf/, /mθ/ en variedades no-róticas, /nθ/, /ns/, /nz/, /ntʃ/, /ndʒ/, /ŋθ/ en algunas variedades | triumph, warmth, month, prince, bronze, lunch, lounge, length |
| Fricativa sorda + oclusiva sorda: /ft/, /sp/, /st/, /sk/                                                                      | left, crisp, lost, ask                                        |
| Dos fricativas sordas: /fθ/                                                                                                   | fifth                                                         |
| Dos oclusivas sordas: /pt/, /kt/                                                                                              | opt, act                                                      |
| Oclusiva + fricativa sorda: /pθ/, /ps/, /tθ/, /ts/, /dθ/, /dz/, /ks/                                                          | depth, lapse, eighth, klutz, width, adze, box                 |
| Aproximante lateral + dos consonantes: /lpt/, /lfθ/, /lts/, /lst/, /lkt/, /lks/                                               | sculpt, twelfth, waltz, whilst, mulct, calx                   |
| En variedades róticas, /ɹ/ + dos consonantes: /ɹmθ/, /ɹpt/, /ɹps/, /ɹts/, /ɹst/, /ɹkt/                                        | warmth, excerpt, corpse, quartz, horst, infarct               |
| Nasal + oclusiva homorgánica + oclusiva o fricativa: /mpt/, /mps/, /ndθ/, /ŋkt/, /ŋks/, /ŋkθ/ en algunas variedades           | prompt, glimpse, thousandth, distinct, jinx, length           |
| Tres obstruentes: /ksθ/, /kst/                                                                                                | sixth, next                                                   |

Nota: algunos hablantes eliden la fricativa que va ante /θ/, de modo que para éstos nunca aparecerá fonéticamente: /fɪfθ/ sino [fɪθ], /sɪksθ/ se transforma en [sɪkθ], /twelfθ/ se transforma en [twelθ].

### Reglas en las sílabas
- El inicio y la coda son opcionales.
- /j/ al final de una inicial (/pj/, /bj/, /tj/, /dj/, /kj/, /fj/, /vj/, /θj/, /sj/, /zj/, /hj/, /mj/, /nj/, /lj/, /spj/, /stj/, /skj/) debe ser seguida por /u:/ o por /ʊə/.
- Vocales largas y diptongos no van seguidos por /ŋ/.
- /ʊ/ es rara en posición silábica inicial.
- Se excluyen oclusiva + /w/ ante /uː, ʊ, ʌ, aʊ/[2]
- Las secuencias de /s/ + C1 + V̆ + C1, donde C1 es la misma consonante tanto al inicio del grupo consonántico como en la coda y V̆ es una vocal corta, son prácticamente inexistentes.[2]

### Reglas en las palabras
- /ə/ no se presenta en silábas tónicas.
- /ʒ/ no se presenta en posición inicial en palabras inglesas nativas, aunque puede ocurrir en sílaba inicial, verbigracia: treasure /t(ʃ)ɹɛʒə(ɹ)/.
- /θj/ no se presenta en posición inicial.
- /m/, /n/, /l/ y, en dialectos róticos, /ɹ/ pueden ser el núcleo silábico (esto es, una consonante silábica) en una sílaba átona siguiendo a otra consonante, especialmente /t/, /d/, /s/ o /z/.
- Ciertas vocales cortas («checked vowels») no pueden presentarse sin una coda en palabras monosilábas. En RP, las siguientes vocales cortas son «checked»: /ɛ/, /æ/, /ɒ/ y /ʌ/.